# TV Gazeta (Rio Branco)
TV Gazeta é uma emissora de televisão brasileira sediada em Rio Branco, capital do estado do Acre. Opera no canal 11 (36 UHF digital) e é afiliada à Record. Pertence ao Grupo Recol, que também controla o portal Agazeta.net e vários empreendimentos de outros setores, como a Recol Distribuidora, Recol Veículos, Recol Motors, Recolfarma e a rede de distribuição de bebidas Acrebeer.

## História
O canal 11 VHF de Rio Branco iniciou suas operações em meados de 1989, com o nome provisório de TV Norte, apenas retransmitindo a programação da Rede Manchete, e havia sido implantado pelo Grupo Recol, pertencente ao empresário Roberto Moura. Na mesma época, Moura associou-se aos empresários Silvio Martinello e Roberto Vaz, que dirigiam o jornal A Gazeta do Acre e a rádio 93 FM (atual Gazeta FM), formando a Rede Gazeta de Comunicação, e migrou os veículos para a futura sede da TV, que estava sendo construída no bairro de Vila Ivonete. A poucos dias da sua inauguração, em 21 de janeiro de 1990, o presidente José Sarney outorgou concessão de geradora para o canal 11, o que possibilitou anos depois a expansão do seu sinal para outras regiões do Acre.
A TV Gazeta foi inaugurada oficialmente em 2 de fevereiro de 1990, em solenidade que contou com a presença de várias autoridades, como o governador do estado, Flaviano Melo, e o bispo Dom Moacyr Grechi, que abençoou as instalações da emissora. Em seus primeiros anos no ar, manteve forte atuação no jornalismo local e destaque em rede nacional, cobrindo fatos como o julgamento dos responsáveis pelo assassinato do ambientalista Chico Mendes, ainda em 1990, além do incêndio ocorrido na Assembleia Legislativa do Acre e o assassinato do governador Edmundo Pinto, ambos em 1992. O seu primeiro telejornal, Gazeta em Manchete, se mantém no ar até os dias atuais com a mesma nomenclatura, apesar das trocas de afiliação.
Com a falência da Rede Manchete em 1999, a TV Gazeta foi uma das afiliadas remanescentes que acompanhou a transição para a RedeTV!. Mas em 2001, foi uma das primeiras emissoras a deixar a rede, migrando para a CNT, sendo essa a primeira de uma série de trocas de afiliação envolvendo os canais de televisão de Rio Branco no início da década de 2000. Com cerca de um ano de afiliação, a TV Gazeta deixou a CNT em 2002 e migrou para a Rede Record, que não havia renovado o contrato de afiliação que possuía desde 1996 com a TV5 (que por sua vez, tornou-se afiliada da RedeTV!, e um ano depois, da Rede Bandeirantes).
Em fevereiro de 2004, quando completou 14 anos no ar, a TV Gazeta investiu na ampliação do seu sinal, com a implantação de retransmissoras que aumentaram sua cobertura para 80% do estado do Acre, chegando a alcançar inclusive partes da Bolívia em suas regiões fronteiriças com o Brasil. Em 2008, com as mudanças de fuso horário no estado do Acre e as novas regras de classificação indicativa para os programas de televisão, a TV Gazeta deixou de exibir a programação da Record em tempo real, passando a atrasar a programação diária em cerca de uma ou duas horas em relação à rede.
Em 14 de agosto de 2013, morreu aos 60 anos o fundador e proprietário da TV Gazeta, Roberto Moura, vítima de um infarto enquanto viajava a negócios em São Paulo. A morte do empresário foi destaque em um plantão especial exibido pela emissora, com a apresentação de Alan Rick, que mostrou detalhes de sua trajetória empresarial e leu mensagens de pesar deixadas por figuras importantes do estado. Após a morte de Roberto, seu filho, Marcello Moura, tornou-se o novo proprietário da emissora e do Grupo Recol.

## Sinal digital
| Canal virtual | Canal digital | Resolução de tela | Programação                                   |
| ------------- | ------------- | ----------------- | --------------------------------------------- |
| 11.1          | 36 UHF        | 1080i             | Programação principal da TV Gazeta / RecordTV |

A emissora iniciou suas transmissões digitais em 31 de outubro de 2012, através do canal 36 UHF para Rio Branco e áreas próximas. Ao mesmo tempo, também passou a produzir toda a sua programação local em alta definição.
Transição para o sinal digital
Com base no decreto federal de transição das emissoras de TV brasileiras do sinal analógico para o digital, a TV Gazeta, bem como as outras emissoras de Rio Branco, cessou suas transmissões pelo canal 11 VHF em 31 de outubro de 2018, seguindo o cronograma oficial da ANATEL.

## Programas
Além de retransmitir a programação nacional da RecordTV, atualmente a TV Gazeta produz e exibe os seguintes programas:
- Balanço Geral AC Manhã: Jornalístico, com Márcio Souza
- Gazeta Alerta: Jornalístico policial, com Gabriel Rotta
- Gazeta em Manchete: Telejornal, com Itaan Arruda
- Gazeta Entrevista: Programa de entrevistas, com Astério Moreira

Diversos outros programas compuseram a grade da emissora e foram descontinuados:
- Acre Rural
- Bom Dia Cidade
- Câmera Gazeta
- Gazeta Esporte
- Geração Gazeta
- Jogo do Poder AC
- Marilze Braga & How Campos
- Music Mania
- Programa Antônio Klemer

## Retransmissoras
- Acrelândia - 3 VHF
- Assis Brasil - 51 UHF
- Brasileia - 9 VHF
- Cruzeiro do Sul - 8 VHF
- Epitaciolândia - 9 VHF
- Mâncio Lima - 8 VHF
- Plácido de Castro - 3 VHF
- Sena Madureira - 3 VHF / 50 UHF (em implantação)
- Tarauacá - 4 VHF